# Jakub Kosecki
Jakub Kosecki, né le 29 août 1990 à Varsovie, est un footballeur international polonais. Il occupe actuellement le poste de milieu de terrain au Śląsk Wrocław.
Il est le fils de Roman Kosecki, célèbre international polonais dans les années 1980-1990.

## Biographie

### Sa formation aux quatre coins du monde
Fils du célèbre footballeur Roman Kosecki, international polonais dans les années 1980-1990, Jakub Kosecki vit aux côtés de son père, qu'il suit dans tous ses déplacements professionnels. Ainsi, il découvre le football en France, au FC Nantes puis au Montpellier HSC, deux clubs où évolue son père à l'époque, puis aux États-Unis, au Fire de Chicago (la dernière équipe de Roman Kosecki), jusqu'en 2006. 
Il intègre ensuite l'école de formation de Kosa Konstancin, créée par son père, avant de rejoindre à l'été 2008 le prestigieux Legia Varsovie, treize ans après lui.

### Son parcours au Legia Varsovie
Lors de sa première saison dans la capitale, Jakub Kosecki joue seize matches de Młoda Ekstraklasa, le championnat des équipes réserves. À l'été 2009, il intègre le groupe professionnel du Legia mais ne joue pratiquement qu'avec l'équipe réserve. Le 4 décembre 2009, il fait ses débuts en première division, entrant en jeu en fin de partie contre le Zagłębie Lubin (match nul et vierge). Kosecki dispute cette saison deux matches professionnels supplémentaires, en championnat et en coupe nationale.
Avant le commencement de la saison 2010-2011, ses dirigeants décident de l'envoyer en prêt au ŁKS Łódź, pensionnaire de deuxième division, afin qu'il gagne du temps de jeu. Lors des deux premiers matches du championnat, Kosecki se montre décisif en marquant le but victorieux, et gagne définitivement sa place dans le onze de départ. Évoluant pourtant au poste de milieu de terrain, il devient le deuxième meilleur buteur de son équipe, et contribue avec ses onze buts inscrits (cinquième meilleur total de la ligue) à placer le ŁKS Łódź à la première place et donc à lui faire décrocher la montée dans l'élite.
De retour à Varsovie en 2011, Kosecki peine toujours à s'imposer avec les légionnaires (seulement quatre matches joués en première division, aucun en tant que titulaire). En février 2012, le Polonais est de nouveau prêté, cette fois-ci pour six mois au Lechia Gdańsk. Il y joue un peu plus, mais ne convainc pas totalement.
Cependant, la saison 2012-2013 est complètement différente pour lui : titularisé lors des premiers tours de Ligue Europa, Jakub Kosecki gagne sa place sur le terrain et ne la quitte plus. Après un doublé décisif lors du choc opposant le Legia au Wisła Cracovie, il se met même à marquer régulièrement, et devient le deuxième meilleur buteur du leader du championnat, derrière Danijel Ljuboja. En février 2013, les dirigeants varsoviens choisissent de prolonger le contrat de Kosecki jusqu'en juin 2017. Quelques semaines plus tard, il est convoqué en équipe nationale et joue son premier match officiel contre l'Ukraine, entrant en jeu après la mi-temps. Quatre jours plus tard, Kosecki marque son premier but avec la Pologne, face à Saint-Marin.

## Palmarès
- Champion de Pologne de D2 : 2011
- Vainqueur de la Coupe de Pologne : 2013 et 2015
- Championnat de Pologne : 2013, 2014 et 2017

## Statistiques
| Saison                | Club                  | Championnat           | Championnat | Championnat | Coupe(s) nationale(s) | Coupe(s) nationale(s) | Supercoupe | Supercoupe | Compétition(s) continentale(s) | Compétition(s) continentale(s) | Compétition(s) continentale(s) | Pologne | Pologne | Total | Total |
| Saison                | Club                  | Division              | M.          | B.          | M.                    | B.                    | M.         | B.         | Comp.                          | M.                             | B.                             | M.      | B.      | M.    | B.    |
| 2009-2010             | Legia Varsovie        | Ekstraklasa           | 2           | 0           | 1                     | 0                     | -          | -          | C3                             | 0                              | 0                              | -       | -       | 3     | 0     |
| 2010-2011             | ŁKS Łódź (prêt)       | I liga                | 28          | 11          | 2                     | 1                     | -          | -          | -                              | -                              | -                              | -       | -       | 30    | 12    |
| 2011-2012             | Legia Varsovie        | Ekstraklasa           | 4           | 0           | 1                     | 0                     | -          | -          | C3                             | 2                              | 0                              | -       | -       | 7     | 0     |
| 2011-2012             | Lechia Gdańsk (prêt)  | Ekstraklasa           | 8           | 2           | 0                     | 0                     | -          | -          | -                              | -                              | -                              | -       | -       | 8     | 2     |
| 2012-2013             | Legia Varsovie        | Ekstraklasa           | 18          | 8           | 2                     | 0                     | 1          | 0          | C3                             | 6                              | 2                              | 5       | 1       | 32    | 11    |
| 2013-2014             | Legia Varsovie        | Ekstraklasa           | 14          | 0           | 0                     | 0                     | 1          | 1          | C3                             | 8                              | 2                              | -       | -       | 23    | 3     |
| Total sur la carrière | Total sur la carrière | Total sur la carrière | 74          | 21          | 6                     | 1                     | 2          | 1          | -                              | 8                              | 2                              | 5       | 1       | 95    | 26    |

1. ↑  À partir de février 2012.